# Tvillinger (film fra 1945)
 For alternative betydninger, se Tvillinger (flertydig). (Se også artikler, som begynder med Tvillinger)
Tvillinger (russisk: Близнецы) er en sovjetisk film fra 1945 af Konstantin Judin.

## Medvirkende
- Ljudmila Tselikovskaja som Ljuba Karaseva
- Vera Orlova som Liza Karaseva
- Mikhail Zjarov som Vadim Jeropkin
- Andrej Tutysjkin som Pjotr Listopadov
- Irina Murzaeva som Alla Brosjkina